# Дунаёк
Дунаёк (бел. Дунаёк) — деревня в составе Ямницкого сельсовета Быховского района Могилёвской области Республики Беларусь.
Бывший административный центр бывшего Дунайковского сельсовета. Ныне входит в состав Ямницкого сельсовета.
В Дунайке расположен ГУО «Дунайковский УПК детский сад — средняя школа»

## Географическое положение
Рядом с деревней протекает река Греза, приток реки Друть.

## Население
- 1999 год — 479 человек
- 2010 год — 343 человека
- 2019 год — 246 человек